# Herra Hnetusmjör
Árni Páll Árnason (Kópavogur, 31 augustus 1996), beter bekend onder zijn artiestennaam Herra Hnetusmjör (Meneer pindakaas), is een IJslands rapper. Hij is de oprichter van het platenlabel KópBoisEntertainment, kortweg KBE.

## Achtergrond
Árnason werd geboren in Kópavogur en groeide op in het dorpje Hveragerði. Hij is de zoon van Árni Magnússon, IJslands minister van Sociale Zaken van 2003 tot 2006. In 2020 verscheen de door Sóla Hólm geschreven biografie over Árnason, genaamd Herra Hnetusmjör: Hingað til.

## Discografie

### Albums
- 2015: Flottur skrákur (Aardige jongen)
- 2017: KÓPBOI
- 2018: Hetjan úr hverfinu (De held uit de buurt)
- 2019: DÖGUN (met Huginn)
- 2020: Erfingi krúnunnar (Erfgenaam van de kroon)

### Singles
- 2015: BomberBois (met Joe Frazier)
- 2016: 203 stjórinn
- 2017: Ár eftir ár (Jaar na jaar)
- 2017: Kling kling
- 2017: Spurðu um mig (Vraag naar mij)
- 2017: Já ég veit (Ja, dat weet ik, met Birni)
- 2018: Shoutout á mig (Shoutout naar mij)
- 2018: Upp til hópa (met Inga Bauer)
- 2019: Sorry mamma (met Huginn)
- 2019: Fataskáp afturí (Achter in de kledingkast)
- 2019: Vitleysan eins (Onzin zoals)
- 2019: Þegar þú blikkar (Als je knippert, met Björgvini Halldórssyni)
- 2020: ESSUKAJEMEINA
- 2020: Stjörnurnar (De sterren)

## Filmografie
- 2019: Þorsti, als Hrotti